# Menhir von Nack
Der Menhir von Nack ist ein Menhir in Nack im Landkreis Alzey-Worms in Rheinland-Pfalz.

## Lage und Beschreibung
Der Nacker Menhir wurde 1986 südlich der Gemeinde an der nach Bechenheim führenden Landesstraße 407 entdeckt. Er lag etwa 30 m westlich der Straße und 300 m nördlich der Gemeindegrenze. Eine 1987 im Umfeld des Fundortes durchgeführte Ausgrabung brachte keine weiteren Erkenntnisse. Der Stein ist heute mitten im Ort an der Straße Zum Ahrenberg, Nähe der Einmündung zur Bechenheimer Straße, aufgestellt.
Der Menhir besteht aus Süßwasserquarzit und ist vom Typ her monolithisch. Er verfügt über eine Höhe von 262 cm, eine Breite von 250 cm sowie eine Tiefe von 70 cm. Er ist unregelmäßig plattenförmig, am oberen Ende abgerundet und läuft in einer dachförmigen Spitze aus.